# 玉蕊属
玉蕊属，同物異名馬來玉蕊屬，是玉蕊科下的一个属，为灌木或小乔木植物。该属共有39种，分布于热带地区。

## 下属物种
约40种，分布于非洲、亚洲和大洋洲的热带和亚热带地区。中国有3种，见于云南、海南，另外台湾有一種。
- Barringtonia asiatica (L.) Kurz 本属模式种−分布:印度、馬達加斯加、東南亞、澳大利亞北領地和昆士蘭、太平洋各島嶼+印度洋
- 梭果玉蕊 Barringtonia fusicarpa Hu − 分布: 中國
- （水茄苳） Barringtonia racemosa (L.) Spreng.− 分布:非洲、南亞、東南亞、中國、台灣、昆士蘭、太平洋的各個島嶼、印度洋

值得一提，於西南太平洋地區的斐濟和萬那杜，分佈著一種可食用種類:
- 芙荼（密花棋盤腳） Barringtonia edulis